# Torres de Serranos
Die Torres de Serrano (valencianisch Porta dels Serrans, deutsch Serranos-Türme) bilden ein Stadttor in der spanischen Stadt Valencia. Das Bauwerk gilt heute als eine der wichtigsten Sehenswürdigkeiten Valencias.

## Lage
Die Torres de Serrano liegen am nördlichen Rand der historischen Altstadt Valencias direkt am trockengelegten Flussbett der Turia. Die Brücke Pont dels Serrans führt über das Flussbett und endet auf dem Platz Puente De Serranos nördlich der Türme. Südlich werden die Türme durch die Plaça dels Furs begrenzt.

## Geschichte

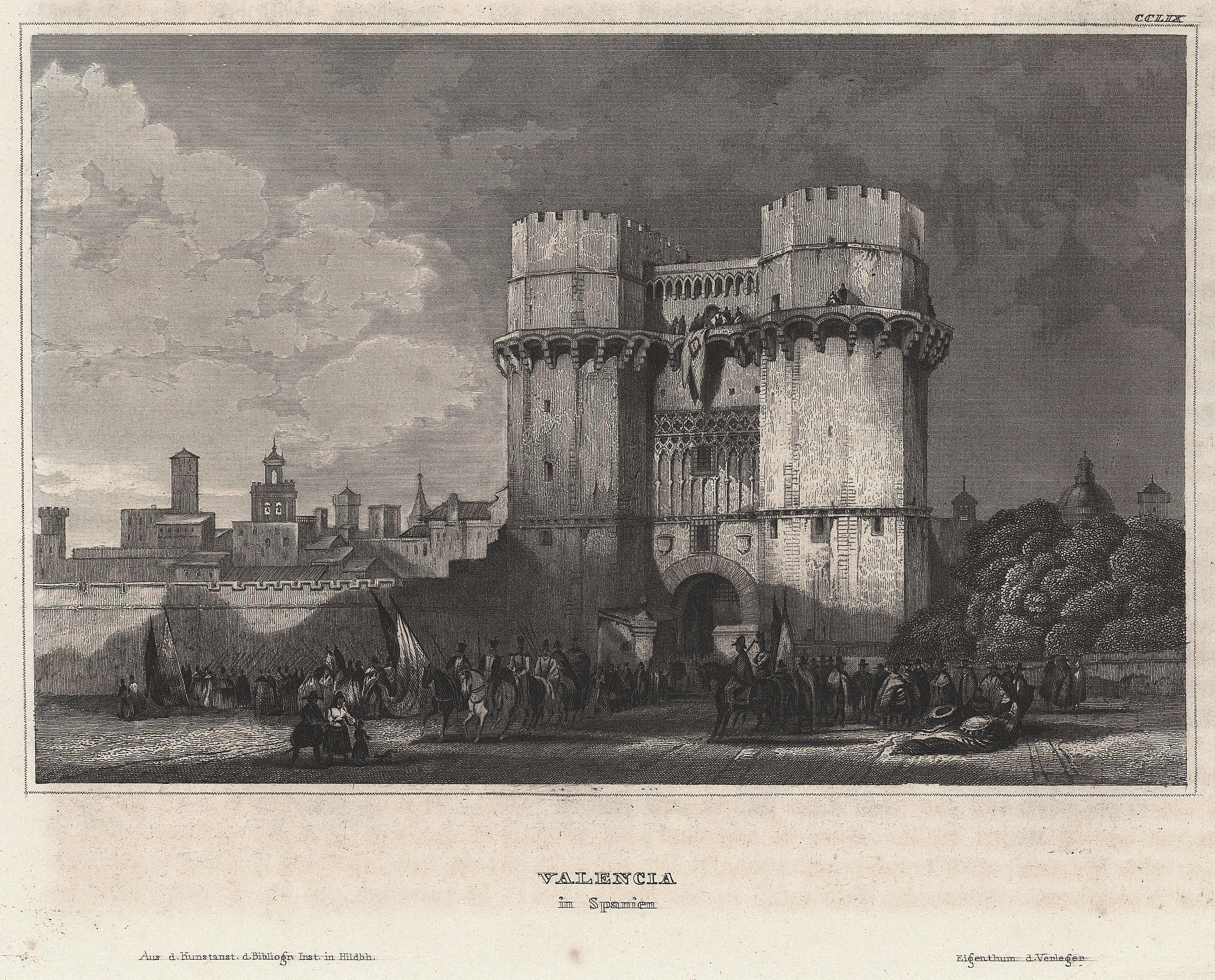
Die Torres de Serrano um 1839

Die Torres de Serrano wurden zwischen 1392 und 1398 als eines der Haupttore der mittelalterlichen Stadtmauer von dem Baumeister Pere Balaguer errichtet. Der Name der Türme geht auf die Region Los Serranos zurück, aus der die meisten Menschen kamen, die Valencia über das Stadttor betraten. Die Königswege von Saragossa und Barcelona führten durch diese Region zu den Torres de Serrano. Zwischen dem 16. und dem 19. Jahrhundert diente das Bauwerk als eines der Gefängnisse der Stadt. Aufgrund von Protesten gegen die unmenschlichen Bedingungen in den Türmen wurde das Gefängnis 1888 geschlossen.  Im Jahr 1865 wurde die Stadtmauer abgetragen. Dem dadurch freistehenden Bauwerk wurde dabei das hintere Mauerwerk, welches zur Stadt zeigt, entfernt. Während des spanischen Bürgerkriegs wurden Kunstwerke aus dem madrilenischen Museo del Prado in den Türmen zum Schutz aufbewahrt. Die Türme waren nie Teil militärischer Auseinandersetzungen und sind deshalb auch heute noch in einem sehr guten Zustand erhalten. 1931 wurden die Türme zum historischen und künstlerischen Denkmal erklärt.
Neben den Torres de Serrano ist nur noch das Stadttor Torres de Quart von den ursprünglich zwölf Stadttoren erhalten. Heute sind die Türme eine wichtige Sehenswürdigkeit Valencias und dienen als Aussichtstürme. Der Auftakt der Fallas, auch als La Crida bezeichnet, wird traditionell vor den Türmen gefeiert.

## Architektur
Die Torres de Serrano wurden im Stil der valencianischen Gotik errichtet. Das Bauwerk ist symmetrisch aufgebaut. Die zwei 33 Meter hohen fünfeckigen Türme sind durch ein zwei Stockwerke hohes Mittelstück verbunden. Der zentrale Bau enthält ein Rundbogentor. Die nördliche Fassade in Richtung des ehemaligen Flusses ist reich mit Ornamenten geschmückt. Dies deutet auch heute noch neben den Verteidigungsaufgaben den repräsentativen Zweck der Türme an. Aufgrund der abgerissenen Stadtmauer fehlt den Türmen noch heute die südliche Fassade. Die fünf Säle des Bauwerks mit Spitzbögen und Kreuzrippengewölbe sind daher zur Stadtseite hin offen.

## Galerie

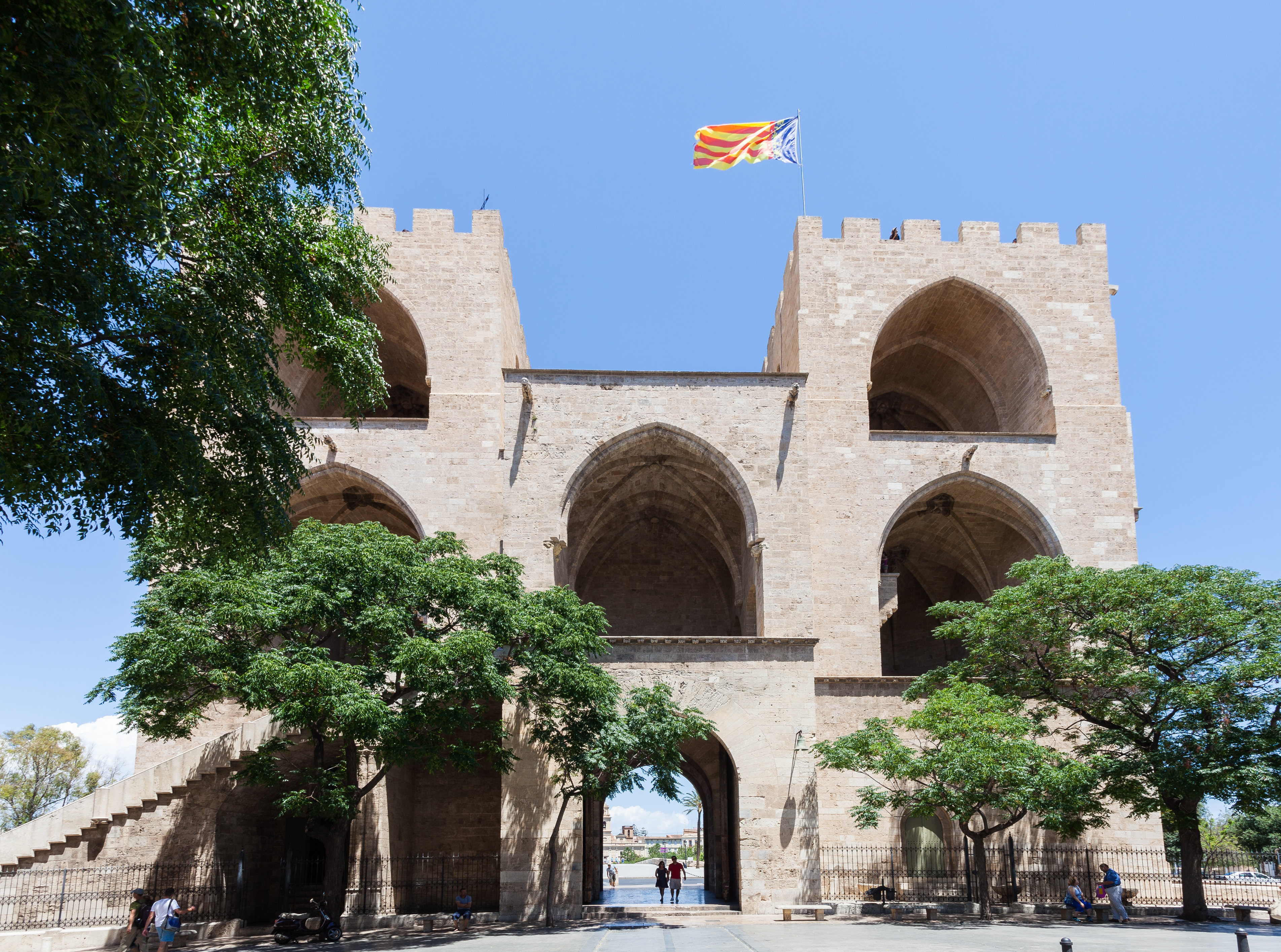
Offene Südfassade des Bauwerks
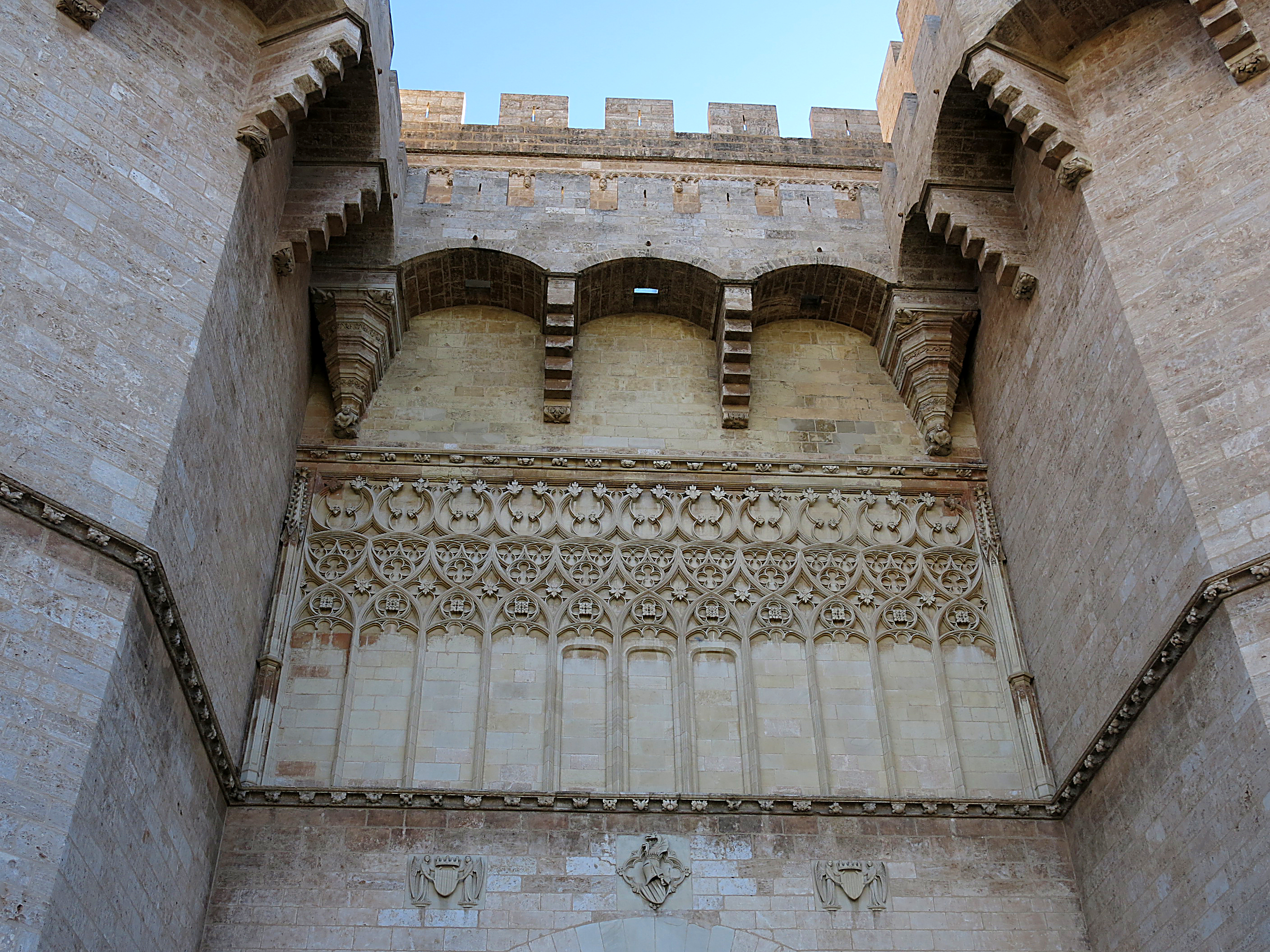
Detailansicht der Nordfassade
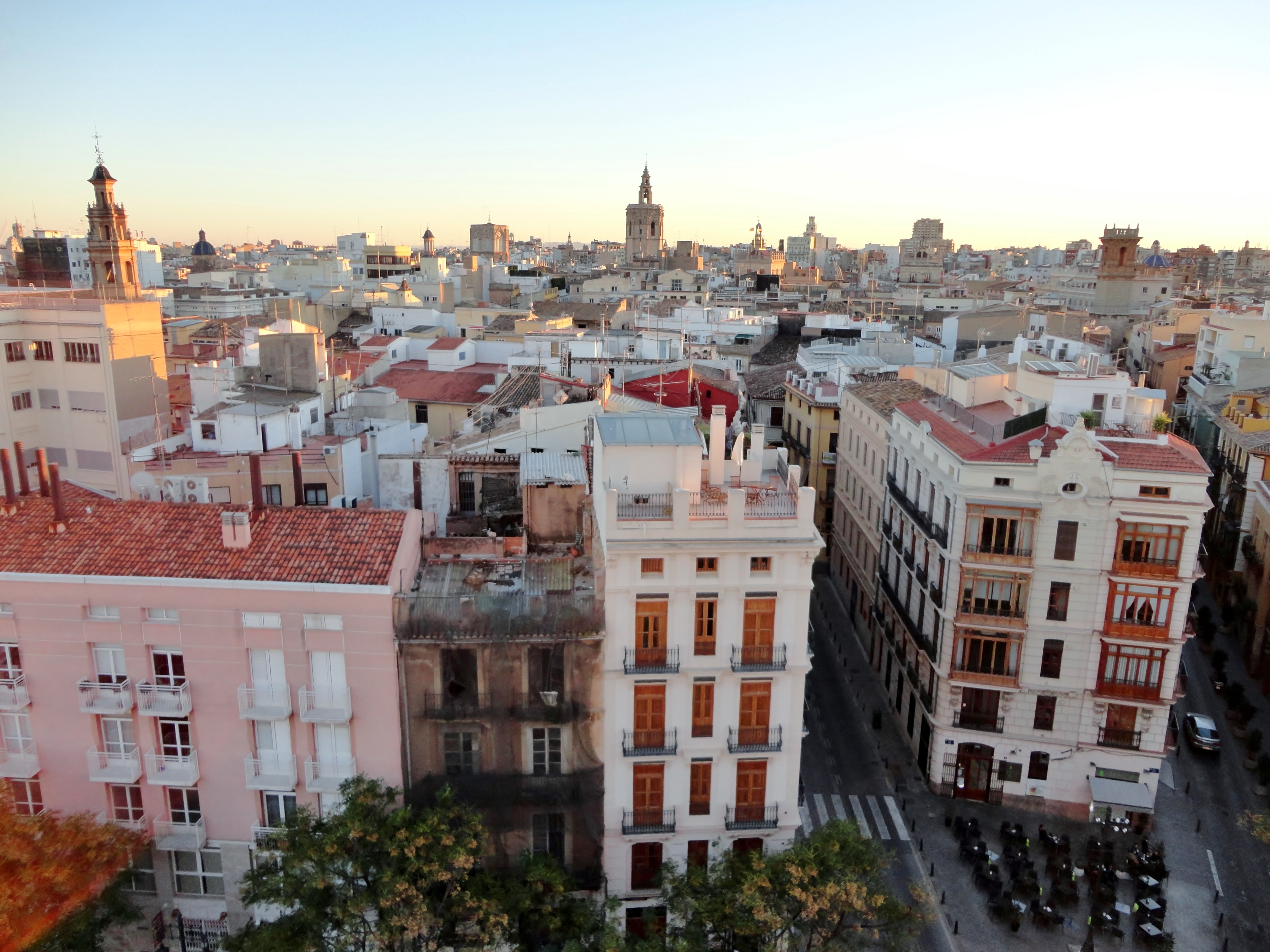
Blick von den Türmen Richtung Altstadt
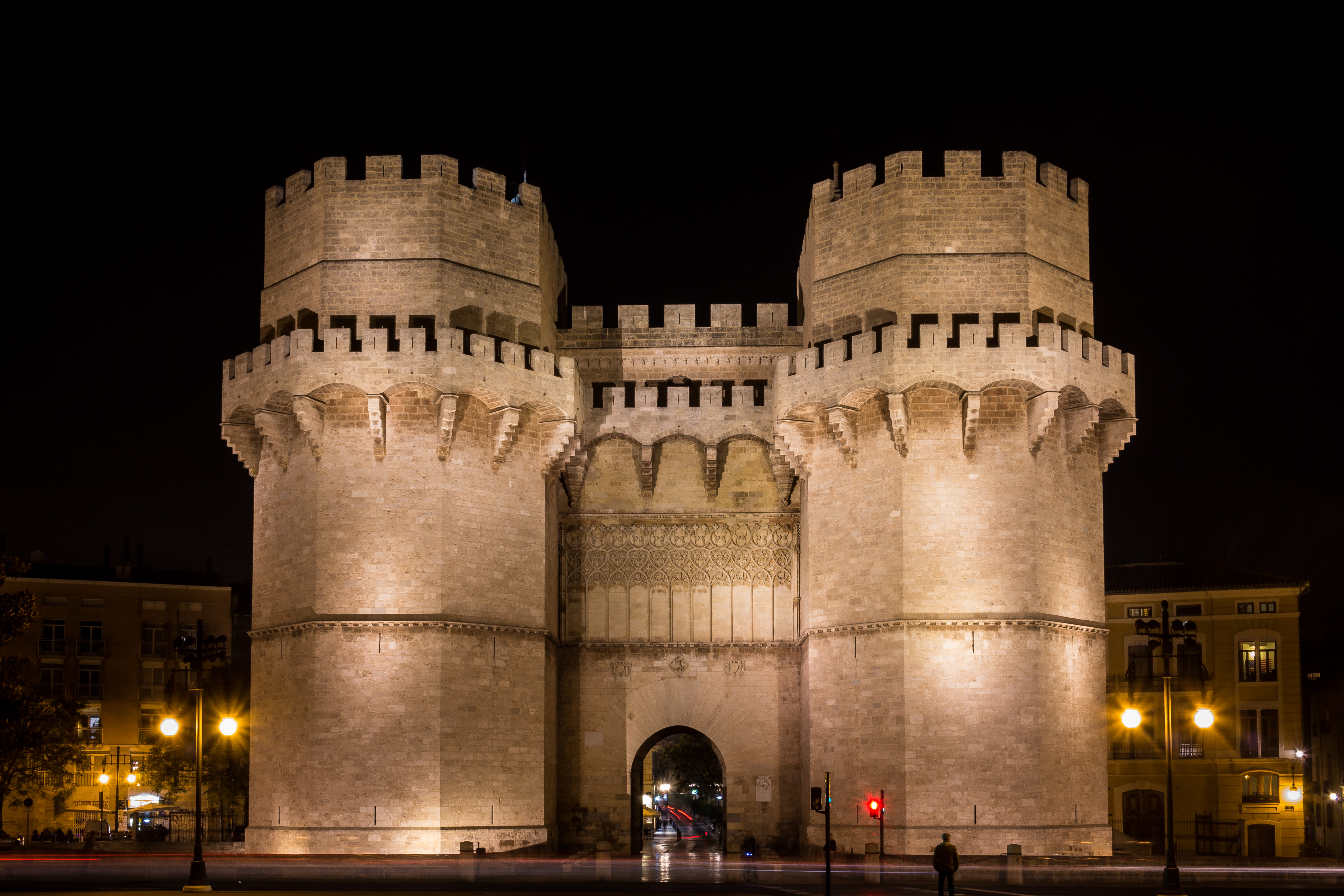
Torres de Serrano bei Nacht